# Cagosima sanguinolenta
Cagosima sanguinolenta – gatunek chrząszcza z rodziny kózkowatych i podrodziny zgrzypikowych. Jedyny przedstawiciel rodzaju Cagosima.

## Zasięg występowania
Gatunek ten występuje w Azji Wschodniej, notowany w południowych Chinach, na Tajwanie,  w Japonii oraz wschodniej Rosji.